# Magdalena de Guzmán

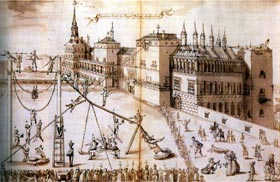
Vista del Alcázar de Madrid, hacia 1596-1597, años antes de la época cuando Magdalena residió en el edificio al servicio de Margarita de Austria-Estiria.

Magdalena de Guzmán (conocida como la marquesa del Valle) (c. 1550-Madrid, 18 de octubre de 1621) fue una cortesana al servicio de la reina Margarita de Austria, esposa de Felipe III, conocida por papel en la corte española.

## Biografía
Fue hija de Lope de Guzmán y Guzmán de Aragón y su esposa, Leonor de Luján. Su padre fue un magistrado al servicio de Felipe II, oidor de la Chancillería de Granada y posteriormente consejero del Consejo de Órdenes y del de Castilla. Entre sus hermanos se contaban:
- Tello de Guzmán, señor de Villaverde, con descendencia, incluyendo su primogénito, primer conde de Villaverde.
- Íñigo López de Zúñiga, sucesor en el mayorazgo fundado por su abuela paterna, Francisca de Zúñiga.
- Juan de Guzmán, eclesiástico, que llegaría a ser patriarca de las Indias.
- María de Guzmán, casada con Alonso de Luzón.[1]
- Brianda de Guzmán.[2]

En su juventud fue protagonista de un incidente amoroso por el que finalizaría encerrada en un convento de Toledo. Al parecer, sin mediar más que miradas y gestos, el primogénito del gran duque de Alba, Fadrique le dio palabra de matrimonio manteniendo una importante correspondencia. Ante esta noticia, el padre de este consiguió la ruptura de este compromiso y el encierro de Magdalena.
Finalmente, en 1589, Magdalena contraería matrimonio con el hijo de Hernán Cortés, Martín Cortés, II marqués del Valle de Oaxaca. Martín murió en 1589 y Magdalena quedaría viuda y sin descendencia pasando a servir como dueña de honor.
Posteriormente, pasaría a servir en la casa de la Margarita de Austria, esposa de Felipe III, siendo aya de la infanta Ana Mauricia (después reina de Francia) desde su nacimiento en 1601. Llegó a hacer las veces de camarera mayor, cuando la titular, Catalina de la Cerda, duquesa de Lerma, se encontraba indispuesta.
Magdalena acabaría siendo expulsada de la corte en octubre (según otros diciembre) de 1603, por motivos aún no aclarados. Salió de palacio, acompañada por su hermano Juan y su sobrino-nieto Tello de Guzmán (hijo primogénito de su sobrino el I conde de Villaverde, Lope de Guzmán). Magdalena se dirigió a la casa de este último en Toledo.
La expulsión se produjo con inusitado rigor y se asimiló a otras caídas en desgracia de altos personajes a principios del reinado de Felipe III como Rodrigo Vázquez, presidente del Consejo de Castilla, y la duquesa de Gandía, predecesora de la duquesa de Lerma como camarera mayor de la reina. Pocos días después de Magdalena sería detenida su sobrina, Ana de Mendoza. Así mismo, en mayo del año siguiente, 1604, se intentaría detener a la condesa de Castellar, que acabaría refugiándose en el convento por ella fundado, el del Corpus Christi de Madrid, vulgo las Carboneras. 
Magdalena pasaría gran parte de su encierro en un convento de Logroño, de donde sería liberada en mayo de 1608. Durante su prisión, el duque de Lerma le mantuvo los gajes de los que gozaba por su servicio en la corte, y tras su liberación le concedió una importante ayuda económica. 
Inmediatamente después de la muerte de Felipe III, Felipe IV le permitió que volviese a palacio libremente, además de nombrarla aya del hijo que tuviese la reina, que estaba embarazada.
Moriría poco después en Madrid, el 18 de octubre de 1621.